# Flechadores
Flechadores es una localidad rural ubicada dentro del municipio de San Nicolás, en el estado de Tamaulipas, en el noreste de México. En 2020 la localidad tenía un total de 347 habitantes, siendo la localidad más poblada del municipio de San Nicolás.

## Localización
Flechadores se ubica en las coordenadas geográficas: 24°31′19″N 98°40′39″O / 24.52194, -98.67750, a una altura media de 506 m.s.n.m. Está ubicado en el municipio de San Nicolás, en el estado de Tamaulipas, a 138 km de la capital estatal, Ciudad Victoria.

## Demografía
De acuerdo con el Censo de Población y Vivienda realizado en 2020 por el Instituto Nacional de Estadística y Geografía (INEGI), en Flechadores había un total de 347 habitantes, siendo 175 mujeres y 172 hombres.
| Gráfica de evolución demográfica de Flechadores entre 1900 y 2020 |
|                                                                   |
| Fuente: Instituto Nacional de Estadística y Geografía             |